# Mayrinhac-Lentour
Mayrinhac-Lentour – miejscowość i gmina we Francji, w regionie Oksytania, w departamencie Lot.
Według danych na rok 1990 gminę zamieszkiwało 437 osób, a gęstość zaludnienia wynosiła 28 osób/km² (wśród 3020 gmin regionu Midi-Pireneje Mayrinhac-Lentour plasuje się na 640. miejscu pod względem liczby ludności, natomiast pod względem powierzchni na miejscu 737.).